# Panagiotis Kókoras
Panagiotis Kókoras és un compositor grec. Va estudiar guitarra i composició a Atenes i a York. He escrit obres per a solo, ensemble i orquestra, incloent-hi improvisació, cinta electrònica i diferents mitjans audiovisuals. Li han encarregat obres institucions i festivals com l'IRCAM, Fromm Music Foundation, MATA, Gaudeamus, ZKM, IMEB o el Siemens Musikstiftung.